# 門奈直樹
門奈 直樹（もんな なおき、1942年6月7日 - ）は、日本の社会学者、立教大学名誉教授、京都産業大学経営学部ソーシャル・マネジメント学科客員教授。専門は、ジャーナリズム、マスコミュニケーション論、危機管理とマスメディア。とくにイギリスのメディア研究、放送制度、メディア政策に詳しい。

## 来歴
静岡県生まれ。同志社大学文学部社会学科新聞学専攻卒業、同大学院文学研究科新聞学専攻修士課程修了。立教大学社会学部社会学科教授を経て、現職。
「九条の会」傘下の「マスコミ九条の会」呼びかけ人を務めている。

## 主な著書

### 単著
- 『現代の戦争報道』（岩波新書, 2004年）
- 『民衆ジャーナリズムの歴史―自由民権から占領下沖縄まで』（講談社学術文庫 2001年）
- 『ジャーナリズムの科学』（有斐閣選書  2001年)
- 『アメリカ占領時代・沖縄言論統制史－言論の自由の闘い－』（雄山閣，1996）
- 『ジャーナリズムの現在』（日本評論社, 1993年）
- 『民衆ジャーナリズムの歴史－自由民権から占領下沖縄まで－』（三一書房，1983）
- 『沖縄言論統制史』（現代ジャーナリズム出版会，1970）
- 『日本の転換21世紀を前にこの国はどこへ向かうのか』（毎日新聞社，2000）
- 『ジャーナリズムは再生できるか 激変する英国メディア』 （岩波現代全書,2014年）

### 共編著
- Broadcasting in the Digital Age：System, Ethics and Journalism-Report of the Anglo-  Japanese Broadcasting Forum, (with K. Kawatake eds.)  Gakubunsha, Tokyo, 1998

- 『デジタル時代の放送を考える－制度・倫理・報道－』（学文社，1997）

### 著書論文（共著）
- 「国家・メディア・制度」（竹内郁郎他編『新版メディア・コミュニケーション論I』北樹出版，2005，旧版の全面改稿）p106-126.
- 「ジャーナリズム教育のパースペクテイブ－諸外国の実践例から－」（花田達朗・廣井脩編『論争・いまジャーナリス ト教育』東京大学出版会2003）p166-170.
- 「国家・メディア・制度」（竹内郁郎他編『メディア・コミュニケーション論』北樹出版，1998）p82-100.
- 「戦時下におけるミニコミ紙の抵抗」歴史教育協議会編『草の根の反戦・抵抗の歴史に学ぶ』平和文化社，1998）p.26-31.
- 「皇室報道にみるメディアの日本的特質」（色川大吉他編『現代の世相シリーズ第7巻「心とメディア」』小学館1997年）p81-102.
- 「グローバル・メディアと文化帝国主義」（見田宗介他編『岩波講座・現代社会学第22巻「メディアと情報化の社会学」』岩波書店，1996年）p115-132.
- 「近代日本100年にみるマスコミの歴史責任」（日本ジャーナリスト会議編『マスコミの歴史責任と未来責任』高文研，1995年）p11-39．
- 「歴史の中の第4の権力」「新聞の公共性と倫理」（日本新聞協会研究所新聞報道研究会編『いま新聞を考える』日本新聞協会，1995）p281-288 / p309-337．
- 「新聞の歴史－世界－」（稲葉三千男他編『新聞学』，日本評論社，1995）p20-35．
- 「言論政策」（宮城悦二郎編『沖縄占領－未来へ向けて－』，ひるぎ社，1993）p216-231．
- 「マス・メディアの国際的再編とジャーナリズムの将来」（桂敬一他編『メディアと情報化の現在』，日本評論社，1993）p76-108．
- 「現代イギリスの新聞と放送の自由」（おんな通信社編『女子高生コンクリート詰め殺人事件』，社会評論社，1990）p147-163．
- 「イギリスにおける大学構外教育部の現状」（奥田道大・西山千明編『21世紀の都市型大学に向けて』，時潮社，1990）p139-162.
- 「天皇死去報道の思想」（岩波新書編集部編『昭和の終焉』，岩波書店，1990）p85-122．
- 「英紙『ザ・タイムズ』の失敗－第二次世界大戦へのプロローグ－」（荒瀬豊他編『自由・歴史・メディアーマス・コミュニケーション研究の課題ー』，日本評論社，1988）p219-242．
- 共同執筆『広域圏におけるテレビローカル放送』（東京大学新聞研究所編，東京大学出版会，1985）p91-109/ p199-209/p237-244/p256-259/p274-284/p294-297/p407-412．
- 「中央メディアの歴史」「地方メディアの歴史」（越智昇他編『現代ニュー・メディア論』，学文社，1984）P24-37/p.10-122.
- 「歴史とジャーナリズム」（田村紀雄編『ジャーナリズムの社会学』，ブレーン出版，1977）p11-52.

### 資料監修・解説
- 「毛利柴庵と『牟婁新報』」（『毛利柴庵「牟婁新報」』全15巻，不二出版，2002年）
- 「明治30年代の『毎日新聞』」（『島田三郎「毎日新聞」』全53巻，不二出版，1999）
- 「戦時下，ある小型ジャーナリズムの抵抗」（太田梶太主宰『現代新聞批判』全7巻，不二出版，1995）
- 「明治20年代の『毎日新聞』」（『島田三郎「毎日新聞」』全47巻，不二出版，1993）
- 「『聖化』と非戦のジャーナリズム」（『住谷天来「聖化」』全2巻，不二出版，1990）

### 辞典等項目執筆
- 『日本大百科全書（「スーパー・ニッポニカ」）』（小学館，2005年）
- 『情報学事典』（弘文堂，2002年）
- 『新聞年鑑2001年版』（日本新聞協会，2000年）
- 『新聞年鑑2000年版』（日本新聞協会，1999年）
- 『日本史文献辞典』（吉川弘文館，1999年）
- 『新社会学辞典』（有斐閣，1993年）
- 『国史大辞典』（吉川弘文館，1991年）
- 『朝日現代人物辞典』（朝日新聞社，1990年）
- 『週刊朝日百科・日本の歴史117号』（朝日新聞社，1988年）

### 学界活動・国際学術交流
- Working party speaker “Foreign Country and Foreigner Image appearing in the  Television Commercials in Japan-Media and Globalization-“ Beijing Forum (2005):”The   Harmony of Civilizations and Prosperity for All- Asia’s Opportunity and Development   in Globalization” November 16th-18th, 2005, The Great Hall of the People in Beijing,  Beijing University（北京大主催・韓国財団協賛「第二回北京国際フォーラム」分科会「アジアにおけるポピュラー文化」招聘講師，2005年11月16-18日）
- 学術交流招聘講師「メディアと危機管理－日本の場合－」（中国・清華大学公共管理学院セミナー，2004年8月25日）
- シンポジウム・パネリスト「いまマスコミに問われているもの－イラク戦争とメディア－」（社団法人マスコミ倫理懇談会2003年6月7日）
- シンポジウム討論者「地域社会「長崎」が描く戦後史像」（日本マス・コミュニケーション学会春季大会，2003年）
- Session IV : Key Note Speaker ”The Role of Media in the Age of Globalization”UNN, Global Seminar 2nd Hokkaido Session “Information and Media in the age of  Globalization“ UNN, 27 -30 August, 2002 （国連大学主催第二回国連大学グロール・セミナー北海道会議「グローバリゼーション時代の情報とメディア」第4分科会講師）
- 講演「日本のジャーナリズム研究の現在」（中国社会科学院日本研究所主催，2001年6月30日）
- 講演「日本のメディア環境とジャーナリズム教育」（中国・山西大学2001年6月25日）
- 研究会「新・新聞倫理綱領の制定過程」（日本マス・コミュニケーション学会ジャーナリズム研究部会，2000年）
- 研究会「英国プレスの自主規制事情－ダイアナ事故死をめぐるPCCおよび英国報道界の動きを中心に－」（日本マス・コミュニケーション学会ジャーナリズム研究部会，1997年）
- 研究会「プライバシーとジャーナリズム」（日本マス・コミュニケーション学会ジャーナリズム 部会研究会，1997年）
- 国際シンポジウム・コーディネーター「デジタル時代の放送の制度・倫理・報道」（日英放送フォーラム実行委員会・ブリティッシュ・カウンシル共催，放送文化基金・大和日英基金後援，日本マス・コミュニケーション学会協賛『1997国際シンポジウム“デジタル時代の制度・倫理・報道”－いま放送の将来を考える－』1997年3月）
- ワークショップ「ジャーナリズムにおけるグローバリズムとローカリズム－1995年沖縄報道を手がかりに－」(日本マス・コミュニケーション学会春季大会，1996年）
- テーマセッション「変貌する沖縄と地域メディアの役割」，シンポジウム報告者「地域メディア とグローバライゼーション」（日本マス・コミュニケーション学会春季大会，1994年）
- Symposium panelist "The Current Situation of Mass Communication Education in Japanese University",International Conference on Communications in North-East Asia,Seoul Univ., Korea,15 November,1993（ソウル大主催「北東アジアにおけるコミュニケーションに関する国際会議」1993年11月15日）
- ワークショップ「報道自粛を考える－皇太子妃報道を中心に－」（日本マス・コミュニケーシ ョン学会春季大会，1993年）
- テーマセッション「歴史的に見た日本のジャーナリズムの特質」（日本マス・コミュニケーション学会春季大会，1992年）
- ワークショップ「第二次大戦と日本のジャーナリズム」（日本新聞学会秋季大会，1989年）
- 研究会「イギリスの放送事情－在外研究の成果から－」（日本新聞学会第一回研究会，1985年）
- 共同研究「広域放送圏における放送の機能－和歌山県の事例－」（日本新聞学会春季大会，1982年）
- シンポジウム討論者「地域メディアのありかた－沖縄のマス・コミュニケーション状況－」（日本 新聞学会春季大会，1981年）
- シンポジウム「日本出版学会創立10周年」（日本出版学会，1979）
- シンポジウム「ジャーナリズムの責任－史的分析－」（日本新聞学会春季大会，1975年）
- 個人研究「復帰直前の沖縄ジャーナリズム－その動向と今後の課題－」（日本新聞学会春季大会，1971年）

### その他の論文
日本新聞協会『新聞研究』,朝日新聞社総合研究本部『朝日総研リポート・AIR21』,岩波書店『世界』,歴史教育者協議会『歴史地理教育』,青土社『現代思想』,東京社『総合ジャーナリズム研究』,日本民間放送連盟『月間民放』,放送批判懇談会『放送批判』,東洋経済新報社『週刊東洋経済』,潮出版社『潮』,メディア総合研究所『放送レポート』,朝日新聞社『月刊Asahi』,時事通信社『世界週報』,毎日新聞社『エコノミスト』,マスコミ市民会議『マスコミ市民』,日本新聞協会『新聞経営』,出版ニュース社『出版ニュース』等に掲載多数ある。
Advisor Media Institute 21